# Budeasa Mare
Budeasa Mare – wieś w Rumunii, w okręgu Ardżesz, w gminie Budeasa. W 2011 roku liczyła 1169 mieszkańców.